# 德國鐵路車站分級
德國鐵路股份公司车站与服务部门德铁网络將全德國约5400座車站分为7級。2010年底替代原来的6级体系。

## 級別

### 第一級
德国铁路一等车站列表

第一級車站共有21個。站内包含各类铁路相关设施，同时常开设百货商场。德国最大的四座城市，柏林、汉堡、慕尼黑和科隆，均拥有多座一等车站。

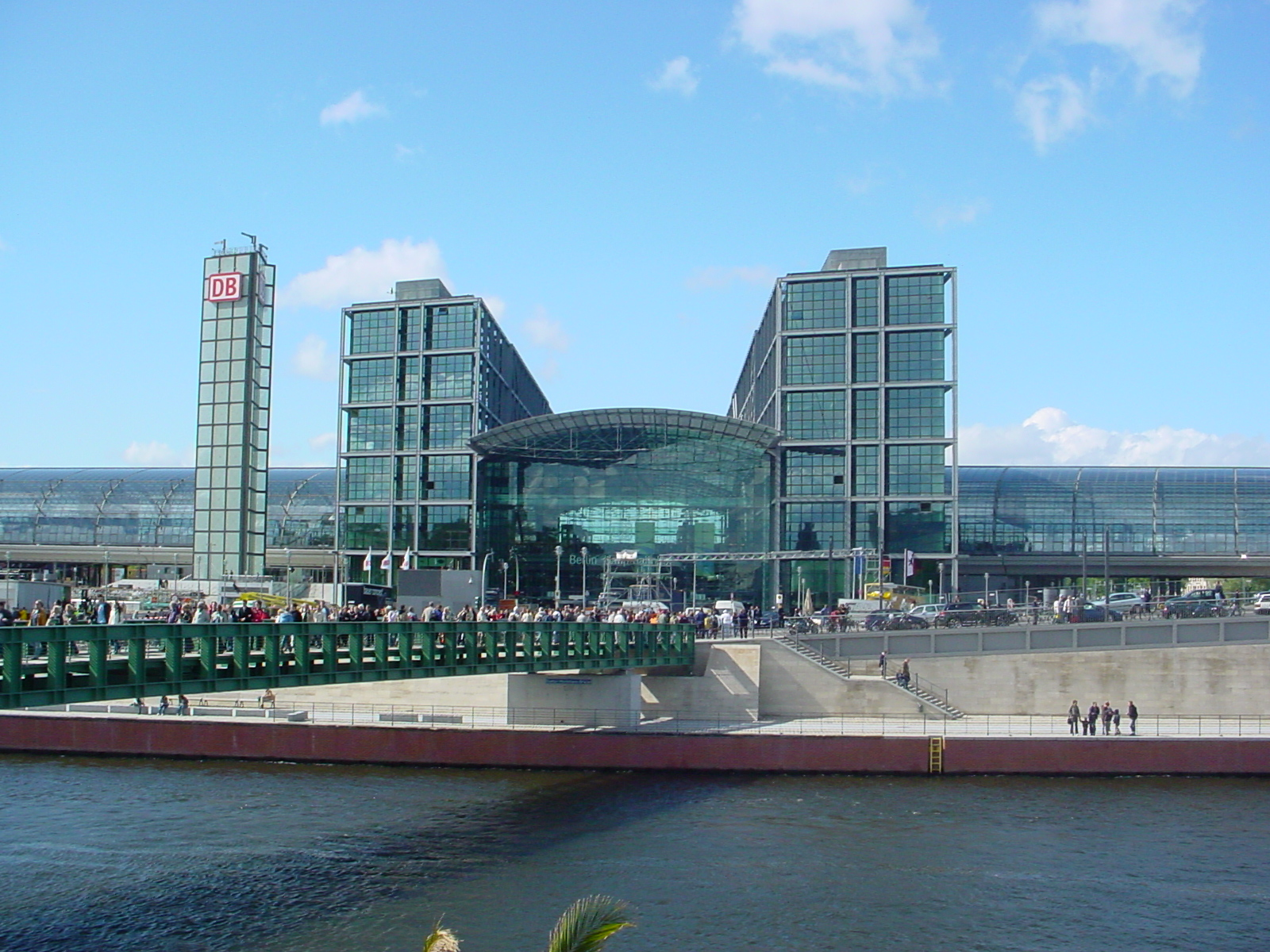
柏林中央車站

- 柏林火车总站
- 柏林東站
- 柏林南十字车站
- 柏林健康泉车站
- 多特蒙德火车总站
- 德累斯頓火车总站
- 杜塞爾多夫火车总站
- 杜伊斯堡火车总站
- 埃森火车总站
- 法蘭克福火车总站
- 漢堡-阿尔托纳車站
- 漢堡火车总站
- 漢諾威火车总站
- 卡爾斯魯厄火车总站
- 科隆火车总站
- 科隆展会/道依茨车站
- 萊比錫火车总站
- 慕尼黑火车总站
- 慕尼黑东站
- 紐倫堡火车总站
- 斯圖加特火车总站

### 第二級
德国铁路二等车站列表

第二級火車站共有87個。
- 巴登-符腾堡州（12）：比蒂格海姆-比辛根车站、布鲁赫萨尔车站、弗赖堡火车总站、海德堡火车总站、曼海姆火车总站
- 巴伐利亚州（10）：阿沙芬堡火车总站、 奥格斯堡火车总站、Ingolstadt Hbf、慕尼黑东站、慕尼黑-帕兴车站、Regensburg Hbf、罗森海姆车站、维尔茨堡火车总站
- 柏林（6）：柏林腓特烈大街车站、柏林-利希滕贝格车站、柏林波茨坦广场车站、柏林-斯潘道车站、柏林动物园车站、柏林-万湖车站
- 勃兰登堡州（2）：科特布斯车站、Potsdam Hbf
- 不来梅（1） : 不来梅火车总站
- 汉堡（2）：汉堡-阿尔托纳车站、汉堡达姆门车站、Hamburg-Harburg
- 黑森州（8）：达姆施塔特火车总站、Frankfurt (Main) Flughafen Regionalbf、法兰克福南站、富尔达车站、吉森车站、Hanau Hbf、卡塞尔-威廉丘车站、Wiesbaden Hbf
- 下萨克森州（7）：不伦瑞克火车总站、哥廷根车站、Hildesheim Hbf、Lüneburg、Oldenburg (Oldb) Hbf、Osnabrück Hbf、Wolfsburg Hbf
- 梅克伦堡-前波美拉尼亚州（1）：罗斯托克火车总站
- 北莱茵-威斯特法伦州（16）：亚琛火车总站、阿尔滕贝肯车站、比勒费尔德火车总站、波鸿火车总站、波恩火车总站、杜塞尔多夫机场车站、盖尔森基兴火车总站、哈根火车总站、Hamm（Westf）Hbf、Köln／Bonn Flughafenbf、科隆展会/多伊茨车站、明斯特火车总站、Oberhausen Hbf、Siegburg／Bonn、Solingen Hbf、 Wuppertal Hbf
- 莱茵兰-普法尔茨州（7）：科布伦茨火车总站
- 萨尔州（1）：Saarbrücken Hbf
- 萨克森州（2）：开姆尼茨火车总站德累斯顿-新城车站
- 萨克森-安哈尔特州（2）：哈勒火车总站、马格德堡火车总站
- 石勒苏益格-荷尔斯泰因州（4）：基尔火车总站
- 图林根州（2）：Eisenach、埃尔福特火车总站

### 第三級
约有230个三等车站。例子：Weinheim（Bergstr）

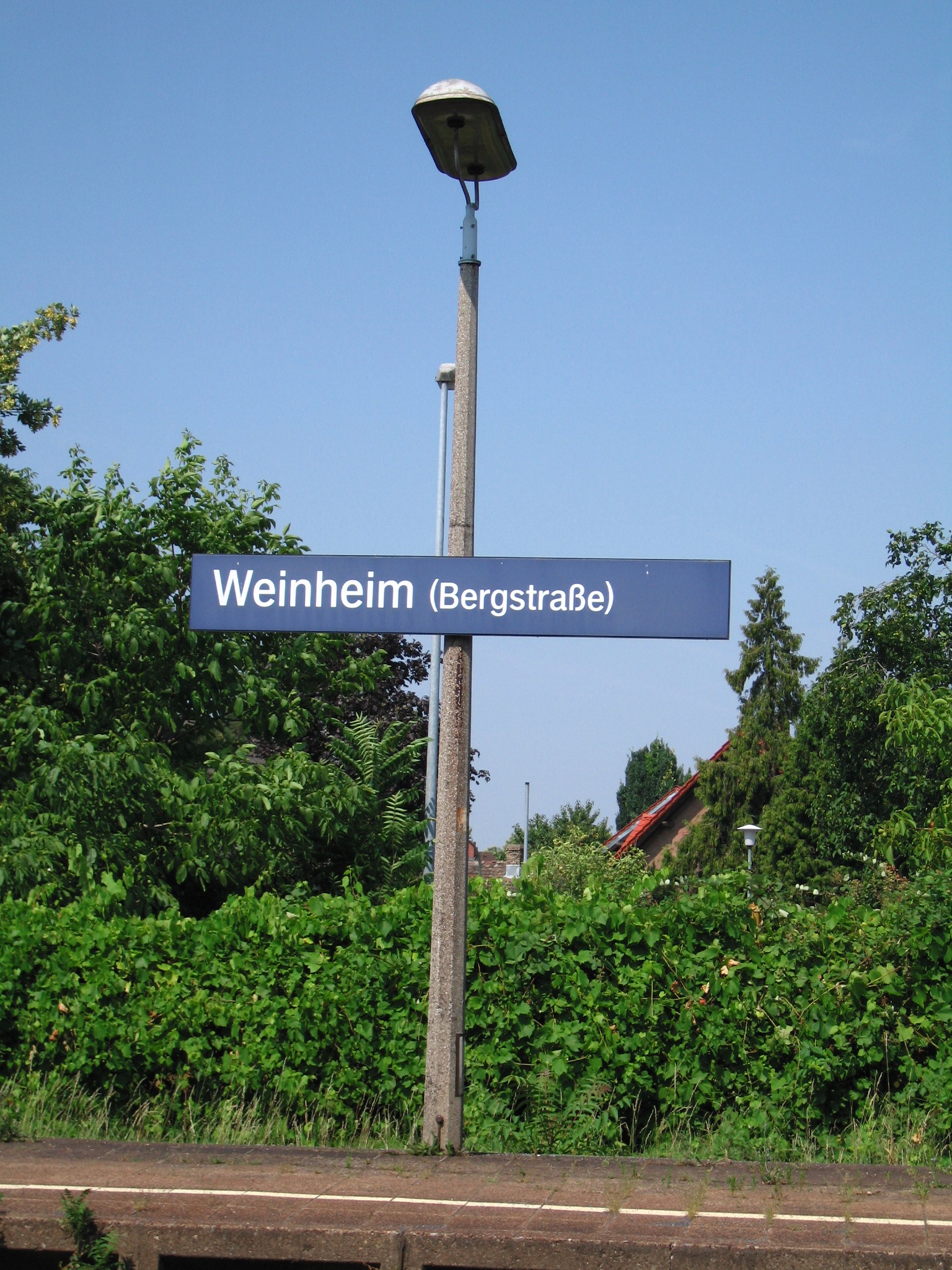
Weinheim (Bergstr) Bahnhof

### 第四級
约有600个四等车站。Essen West

### 第五級
约有1070个五等车站。例子：紐倫堡-法蘭克球場車站（Nürnberg-Frankenstadion）

### 第六級
约有2500个六等车站。例子：紐倫堡東站（Nürnberg Ost）

### 第七級
约有870个七等车站。

## 外部連結
- 德國鐵路車站分級表（德文）